# Villar de Pozo Rubio
Villar de Pozo Rubio es un barrio rural del municipio de Albacete (España) localizado al norte de la ciudad.
Está situado junto al Club de Golf Las Pinaillas de Albacete y muy cerca del Polígono Industrial Romica. 
Su acceso principal se encuentra por la carretera AB-8230, a la que se accede por la carretera nacional 322 (N-322) a la altura del Polígono Industrial Romica de Albacete. 
Según el INE, tiene una población de 50 habitantes (2017).